# Cranc reial
El cranc reial (Calappa granulata) és una espècie de crustaci decàpode de l'infraordre Brachyura. És comestible y es troba al Mediterrani i illes Macaronèsiques. Aquest cranc també es coneix amb els noms de pessic, cranc anglès i cranc rei.
Mesura fins a 11 cm de llargada, el seu cos és bombat i més ample que no pas llarg. Viu en fons fangosos des de 20 a 100 m de fondària.